# Elisabeth van Nassau (1577-1642)

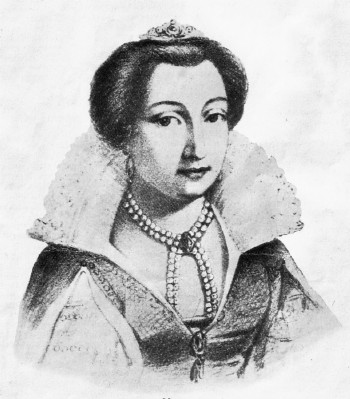
Elisabeth Flandrika van Nassau

Elisabeth Flandrika van Nassau (Middelburg, 26 april 1577 — Sedan, 3 september 1642) was de tweede dochter van Willem van Oranje en diens derde echtgenote Charlotte van Bourbon.
Elisabeth vertrok in de jaren 1590 met haar stiefmoeder Louise de Coligny naar Frankrijk. Koning Hendrik IV van Frankrijk stond in die periode op het punt over te gaan op het rooms-katholieke geloof. Franse hugenoten zochten naar aanleiding hiervan steun bij protestantse bondgenoten. Dit bracht Hendrik de La Tour d'Auvergne, hertog van Bouillon ertoe een huwelijksaanzoek te doen aan de protestantse Elisabeth. Hoewel Hendrik een ruim twintig jaar oudere weduwnaar was, schijnt het huwelijk gelukkig geweest te zijn.

## Huwelijk
In 1595 trouwde Elisabeth met Hendrik in Den Haag. Uit het huwelijk werden acht kinderen geboren: 
| Naam                | Periode   | Opmerking                                                |
| ------------------- | --------- | -------------------------------------------------------- |
| Louise              | 1596-1607 |                                                          |
| Maria               | 1600-1665 | Gehuwd met Henri de la Trémoille, hertog van Thouars     |
| Julienne-Catherine  | 1604-1638 | Gehuwd met François de la Rochefoucauld, graaf van Roucy |
| Frederik Maurits    | 1605-1652 | Gehuwd met Éléonore de Bergh                             |
| Elisabeth-Charlotte | 1606-1685 | Gehuwd met Guy Aldonce, markies van Duras                |
| Henriette-Catherine | 1609-?    | Gehuwd met Amaury IV, markies van La Moussaye            |
| Henri Turenne       | 1611-1675 | Gehuwd met Charlotte de Caumont La Force                 |
| Charlotte           | 1613-?    |                                                          |

| Stamboom Elisabeth Flandrika van Nassau (1577-1642)                      | Stamboom Elisabeth Flandrika van Nassau (1577-1642) | Stamboom Elisabeth Flandrika van Nassau (1577-1642) |
| ------------------------------------------------------------------------ | --- | --- |
| Grootouders                                                              | Willem van Nassau-Dietz (1487-1559) Willem de Rijke x Juliana van Stolberg (1506-1580) | Lodewijk III van Bourbon-Vendôme (1513-1582) x Jaqueline de Longwy (ca. 1519-1561) |
| Ouders                                                                   | Willem I (1533-1584) Willem de Zwijger x 1575 Charlotte de Bourbon (1547-1582) | Willem I (1533-1584) Willem de Zwijger x 1575 Charlotte de Bourbon (1547-1582) |
| Elisabeth Flandrika van Nassau (1577-1642) x Henri de La Tour d'Auvergne | | |
| Kinderen                                                                 | Louise (1596-1607) Maria (1600-1665) Julienne-Catherine (1604-1638) Frederik Maurits (1605-1652) Elisabeth-Charlotte (1606-1685) Henriette-Catherine (1609-?) Henri Turenne (1611-1675) Charlotte (1613-?) | Louise (1596-1607) Maria (1600-1665) Julienne-Catherine (1604-1638) Frederik Maurits (1605-1652) Elisabeth-Charlotte (1606-1685) Henriette-Catherine (1609-?) Henri Turenne (1611-1675) Charlotte (1613-?) |